# 1988–89년 ISU 스피드스케이팅 월드컵
1988–89년 ISU 스피드스케이팅 월드컵은 국제 빙상 경기 연맹(ISU) 주관으로 1988년 11월 26일부터 1989년 3월 19일까지 열린 스피드스케이팅 월드컵 대회이다.

## 남자

### 경기
| 날짜                                                             | 장소         | 종목     | 1위               | 2위                 | 3위                 |
| ---------------------------------------------------------------- | ------------ | -------- | ----------------- | ------------------- | ------------------- |
| 1988년 11월 26일-27일                                            | 베를린       | 500m(1)  | 우베옌스 마이     | 안드레이 바흐발로프 | 배기태              |
| 1988년 11월 26일-27일                                            | 베를린       | 500m(2)  | 우베옌스 마이     | 배기태              | 안드레이 바흐발로프 |
| 1988년 11월 26일-27일                                            | 베를린       | 1000m    | 우베옌스 마이     | 배기태              | 이고리 젤레좁스키   |
| 1988년 11월 26일-27일                                            | 베를린       | 1500m    | 이고리 젤레좁스키 | 미하엘 슈필만       | 에릭 플레임         |
| 1988년 11월 26일-27일                                            | 베를린       | 5000m    | 에릭 플레임       | 미하엘 슈필만       | 토마스 구스타프손   |
| 1988년 12월 3일                                                  | 에스킬스투나 | 500m     | 우베옌스 마이     | 닉 토메츠           | 에릭 플레임         |
| 1988년 12월 3일                                                  | 에스킬스투나 | 1000m    | 배기태            | 패트릭 셀섬         | 데이비드 크룩섕크   |
| 1988년 12월 3일                                                  | 에스킬스투나 | 5000m    | 레오 피서르       | 헤라르트 켐커르스   | 페르 벵트손         |
| 1988년 12월 4일                                                  | 오슬로       | 500m(1)  | 우베옌스 마이     | 배기태              | 로게르 스트룀       |
| 1988년 12월 4일                                                  | 오슬로       | 1500m    | 미하엘 하트시프   | 로베르토 시겔       | 에릭 플레임         |
| 1988년 12월 4일                                                  | 오슬로       | 3000m    | 게이르 칼스타     | 레오 피서르         | 토마스 구스타프손   |
| 1989년 1월 9일-10일                                              | 다보스       | 500m(1)  | 댄 잰슨           | 우베옌스 마이       | 배기태              |
| 1989년 1월 9일-10일                                              | 다보스       | 500m(2)  | 우베옌스 마이     | 배기태              | 안드레 조베크       |
| 1989년 1월 9일-10일                                              | 다보스       | 1000m    | 배기태            | 에릭 플레임         | 닉 토메츠           |
| 1989년 1월 9일-10일                                              | 다보스       | 1500m    | 에릭 플레임       | 헤라르트 켐커르스   | 아네얀 포르테이크   |
| 1989년 1월 9일-10일                                              | 다보스       | 3000m    | 헤라르트 켐커르스 | 토마스 구스타프손   | 크리스티안 에밍거   |
| 1989년 1월 21일-22일 1989년 유럽 선수권 대회 예테보리            |              |          |                   |                     |                     |
| 1989년 1월 28일-29일                                             | 바셀가디피네 | 500m(1)  | 댄 잰슨           | 배기태              | 우베옌스 마이       |
| 1989년 1월 28일-29일                                             | 바셀가디피네 | 500m(2)  | 우베옌스 마이     | 댄 잰슨             | 배기태              |
| 1989년 1월 28일-29일                                             | 바셀가디피네 | 1000m(1) | 우베옌스 마이     | 댄 잰슨             | 안드레 호프만       |
| 1989년 1월 28일-29일                                             | 바셀가디피네 | 1000m(2) | 우베옌스 마이     | 닉 토메츠           | 에릭 플레임         |
| 1989년 2월 11일-12일 1989년 세계 올라운드 선수권 대회 오슬로     |              |          |                   |                     |                     |
| 1989년 2월 18일-19일                                             | 인스브루크   | 500m(1)  | 우베옌스 마이     | 배기태              | 구로이와 야스시     |
| 1989년 2월 18일-19일                                             | 인스브루크   | 500m(2)  | 댄 잰슨           | 배기태              | 우베옌스 마이       |
| 1989년 2월 18일-19일                                             | 인스브루크   | 1000m    | 댄 잰슨           | 우베옌스 마이       | 안드레 호프만       |
| 1989년 2월 18일-19일                                             | 인스브루크   | 1500m    | 페터 아데베르크   | 미하엘 하트시프     | 안드레 호프만       |
| 1989년 2월 18일-19일                                             | 인스브루크   | 5000m    | 게이르 칼스타     | 미하엘 슈필만       | 헤라르트 켐커르스   |
| 1989년 2월 25일-26일 1989년 세계 스프린트 선수권 대회 헤이렌베인 |              |          |                   |                     |                     |
| 1989년 3월 10일-12일                                             | 인첼         | 500m(1)  | 댄 잰슨           | 닉 토메츠           | 배기태              |
| 1989년 3월 10일-12일                                             | 인첼         | 500m(2)  | 댄 잰슨           | 이고리 젤레좁스키   | 안드레 조베크       |
| 1989년 3월 10일-12일                                             | 인첼         | 1000m    | 댄 잰슨           | 이고리 젤레좁스키   | 닉 토메츠           |
| 1989년 3월 10일-12일                                             | 인첼         | 1500m    | 미하엘 슈필만     | 에릭 플레임         | 페터 아데베르크     |
| 1989년 3월 10일-12일                                             | 인첼         | 5000m    | 헤라르트 켐커르스 | 벤 판 데르 뷔르흐   | 로베르토 시겔       |
| 1989년 3월 18일-19일                                             | 헤이렌베인   | 500m(1)  | 우베옌스 마이     | 댄 잰슨             | 안드레이 바흐발로프 |
| 1989년 3월 18일-19일                                             | 헤이렌베인   | 500m(2)  | 댄 잰슨           | 이고리 젤레좁스키   | 우베옌스 마이       |
| 1989년 3월 18일-19일                                             | 헤이렌베인   | 1000m    | 이고리 젤레좁스키 | 댄 잰슨             | 닉 토메츠           |
| 1989년 3월 18일-19일                                             | 헤이렌베인   | 1500m    | 페터 아데베르크   | 미하엘 하트시프     | 미하엘 슈필만       |
| 1989년 3월 18일-19일                                             | 헤이렌베인   | 5000m    | 로베르토 시겔     | 헤라르트 켐커르스   | 미하엘 슈필만       |

### 월드컵 랭킹
| 순위 | 선수                | 포인트 |
| ---- | ------------------- | ------ |
| 1    | 우베옌스 마이       | 242    |
| 2    | 댄 잰슨             | 223    |
| 3    | 배기태              | 204    |
| 4    | 닉 토메츠           | 179    |
| 5    | 안드레 조베크       | 154    |
| 6    | 데이비드 크룩섕크   | 141    |
| 7    | 패트릭 셀섬         | 123    |
| 8    | 프로데 뢴닝         | 119    |
| 9    | 에릭 플레임         | 116    |
| 10   | 안드레이 바흐발로프 | 114    |

| 순위 | 선수              | 포인트 |
| ---- | ----------------- | ------ |
| 1    | 우베옌스 마이     | 130    |
| 2    | 댄 잰슨           | 126    |
| 3    | 배기태            | 117    |
| 4    | 닉 토메츠         | 112    |
| 5    | 에릭 플레임       | 106    |
| 6    | 안드레 호프만     | 101    |
| 7    | 데이비드 크룩섕크 | 85     |
| 8    | 비에른 포르슬룬드 | 75     |
| 9    | 안드레 조베크     | 71     |
| 10   | 이고리 젤레좁스키 | 67     |

| 순위 | 선수              | 포인트 |
| ---- | ----------------- | ------ |
| 1    | 에릭 플레임       | 102    |
| 1    | 미하엘 하트시프   | 102    |
| 3    | 페터 아데베르크   | 101    |
| 4    | 미하엘 슈필만     | 90     |
| 5    | 안드레 호프만     | 71     |
| 6    | 로베르토 시겔     | 67     |
| 7    | 요한 올라브 코스  | 65     |
| 7    | 게오르크 헤르다   | 65     |
| 7    | 크리스티안 에밍거 | 65     |
| 10   | 헤라르트 켐커르스 | 61     |

| 순위 | 팀                | 포인트 |
| ---- | ----------------- | ------ |
| 1    | 헤라르트 켐커르스 | 152    |
| 2    | 게이르 칼스타     | 126    |
| 3    | 토마스 구스타프손 | 114    |
| 4    | 미하엘 슈필만     | 113    |
| 5    | 바르트 펠드캄프   | 112    |
| 6    | 크리스티안 에밍거 | 90     |
| 7    | 로베르토 시겔     | 76     |
| 8    | 요한 올라브 코스  | 73     |
| 9    | 에릭 플레임       | 52     |
| 10   | 페르 벵트손       | 50     |

## 여자

### 경기
| 날짜                                                               | 장소       | 종목    | 1위                 | 2위                       | 3위                 |
| ------------------------------------------------------------------ | ---------- | ------- | ------------------- | ------------------------- | ------------------- |
| 1988년 11월 26일-27일                                              | 베를린     | 500m    | 앙겔라 하우크       | 크리스타 루딩             | 카트린 트라우트페터 |
| 1988년 11월 26일-27일                                              | 베를린     | 1000m   | 앙겔라 하우크       | 군다 클레만               | 콘스탄체 모저       |
| 1988년 11월 26일-27일                                              | 베를린     | 1500m   | 군다 클레만         | 자클린 뵈르너             | 하이케 푈란트       |
| 1988년 11월 26일-27일                                              | 베를린     | 3000m   | 군다 클레만         | 하이케 샬링               | 콘스탄체 모저       |
| 1988년 12월 3일-4일                                                | 흐로닝언   | 500m    | 크리스타 루딩       | 앙겔라 하우크             | 헤르마 메이여르     |
| 1988년 12월 3일-4일                                                | 흐로닝언   | 1000m   | 크리스타 루딩       | 앙겔라 하우크             | 마리커 스탐         |
| 1988년 12월 3일-4일                                                | 흐로닝언   | 1500m   | 이보너 판 헤닙      | 마리커 스탐               | 헤르마 메이여르     |
| 1988년 12월 3일-4일                                                | 흐로닝언   | 3000m   | 이보너 판 헤닙      | 마리커 스탐               | 페트라 베커         |
| 1989년 1월 14일-15일 1989년 유럽 선수권 대회 베를린                |            |         |                     |                           |                     |
| 1989년 2월 4일-5일 1989년 세계 올라운드 선수권 대회 레이크플래시드 |            |         |                     |                           |                     |
| 1989년 2월 8일-9일                                                 | 뷰트       | 500m(1) | 크리스타 루딩       | 보니 블레어               | 앙겔라 하우크       |
| 1989년 2월 8일-9일                                                 | 뷰트       | 500m(2) | 보니 블레어         | 크리스타 루딩             | 앙겔라 하우크       |
| 1989년 2월 8일-9일                                                 | 뷰트       | 1000m   | 앙겔라 하우크       | 크리스타 루딩             | 보니 블레어         |
| 1989년 2월 8일-9일                                                 | 뷰트       | 1500m   | 콘스탄체 모저       | 이보너 판 헤닙            | 보니 블레어         |
| 1989년 2월 11일-12일                                               | 캘거리     | 500m    | 크리스타 루딩       | 앙겔라 하우크             | { 보니 블레어       |
| 1989년 2월 11일-12일                                               | 캘거리     | 1000m   | 크리스타 루딩       | 앙겔라 하우크             | 보니 블레어         |
| 1989년 2월 11일-12일                                               | 캘거리     | 1500m   | 콘스탄체 모저       | 이보너 판 헤닙            | 마리커 스탐         |
| 1989년 2월 11일-12일                                               | 캘거리     | 3000m   | 하이케 샬링         | 콘스탄체 모저             | 군다 클레만         |
| 1989년 2월 25일-26일 1989년 세계 스프린트 선수권 대회 헤이렌베인   |            |         |                     |                           |                     |
| 1989년 3월 10일-12일                                               | 인첼       | 500m    | 크리스티너 아프팅크 | 보니 블레어 앙겔라 하우크 |                     |
| 1989년 3월 10일-12일                                               | 인첼       | 1000m   | 앙겔라 하우크       | 콘스탄체 모저             | 크리스타 루딩       |
| 1989년 3월 10일-12일                                               | 인첼       | 1500m   | 콘스탄체 모저       | 군다 클레만               | 보니 블레어         |
| 1989년 3월 10일-12일                                               | 인첼       | 3000m   | 하이케 샬링         | 군다 클레만               | 콘스탄체 모저       |
| 1989년 3월 18일-19일                                               | 헤이렌베인 | 500m    | 크리스타 루딩       | 앙겔라 하우크             | 보니 블레어         |
| 1989년 3월 18일-19일                                               | 헤이렌베인 | 1000m   | 크리스타 루딩       | 앙겔라 하우크             | 콘스탄체 모저       |
| 1989년 3월 18일-19일                                               | 헤이렌베인 | 1500m   | 콘스탄체 모저       | 군다 클레만               | 하이케 샬링         |
| 1989년 3월 18일-19일                                               | 헤이렌베인 | 3000m   | 하이케 샬링         | 군다 클레만               | 콘스탄체 모저       |
| 1989년 3월 18일-19일                                               | 헤이렌베인 | 5000m   | 군다 클레만         | 하이케 샬링               | 콘스탄체 모저       |

### 월드컵 랭킹
| 순위 | 선수                 | 포인트 |
| ---- | -------------------- | ------ |
| 1    | 크리스타 루딩        | 122    |
| 2    | 앙겔라 하우크        | 113    |
| 3    | 보니 블레어          | 109    |
| 4    | 헤르마 메이여르      | 83     |
| 5    | 에델 테레세 회이세트 | 80     |
| 6    | 마리커 스탐          | 70     |
| 7    | 셸리 리드            | 69     |
| 8    | 잉리트 하링아        | 64     |
| 9    | 조피아 토카르치크    | 60     |
| 10   | 콘스탄체 모저        | 59     |

| 순위 | 선수                  | 포인트 |
| ---- | --------------------- | ------ |
| 1    | 앙겔라 하우크         | 119    |
| 2    | 크리스타 루딩         | 117    |
| 3    | 콘스탄체 모저         | 98     |
| 4    | 보니 블레어           | 76     |
| 5    | 마리커 스탐           | 75     |
| 6    | 잉리트 하링아         | 58     |
| 7    | 조피아 토카르치크     | 56     |
| 8    | 에메세 네메트후니아디 | 55     |
| 9    | 크리스티너 아프팅크   | 54     |
| 10   | 헤르마 메이여르       | 53     |
| 10   | 군다 클레만           | 53     |

| 순위 | 선수                  | 포인트 |
| ---- | --------------------- | ------ |
| 1    | 콘스탄체 모저         | 118    |
| 2    | 마리커 스탐           | 92     |
| 3    | 군다 클레만           | 90     |
| 4    | 보니 블레어           | 72     |
| 5    | 이보너 판 헤닙        | 69     |
| 6    | 헤르마 메이여르       | 66     |
| 6    | 하이케 샬링           | 66     |
| 8    | 에메세 네메트후니아디 | 57     |
| 9    | 페트라 몰하위전       | 56     |
| 9    | 에르비나 리시페렌스   | 56     |

| 순위 | 팀                    | 포인트 |
| ---- | --------------------- | ------ |
| 1    | 하이케 샬링           | 119    |
| 2    | 군다 클레만           | 114    |
| 3    | 콘스탄체 모저         | 102    |
| 4    | 마리커 스탐           | 87     |
| 5    | 페트라 몰하위전       | 72     |
| 6    | 잉리트 파울           | 71     |
| 7    | 페트라 베거           | 68     |
| 8    | 에메세 네메트후니아디 | 59     |
| 9    | 에르비나 리시페렌스   | 45     |
| 10   | 아니아 볼라르트       | 39     |